# حسین کرابیسی
حسین کرابیسی از متکلمان مشهور اهل سنت است که با برخورداری متکلمانه، نظریه لفظ را پایه ریزی کرد. وی همچنین در مسائلی چون نفی اختیار با مواضع اصلی اصحاب حدیث موافقت نمود. وی از جمله شخصیت‌هایی بوده است که از اصحاب حدیث شمرده شده با این حال از جانب برخی صاحب حدیثان، به بدعت‌گذاری متهم شده است. وی در باب خلق قرآن، با احمد بن حنبل به اختلاف افتاده و لفظ قاری قرآن را مخلوق می دانست. با بیان این اعتقاد توسط کرابیسی، احمد بن حنبل این اعتقاد را بیهوده شمرده و به حسین کرابیسی توصیه کرد تا از بحث در این خصوص، همچون گذشتگان پروا داشته باشد.
کتب ملل و نحل، فرقه‌ای با نام فاضلیه یا به نقلی لفظیه را به وی منسوب کرده‌اند.

## شاگردان
از مشهورترین شاگردان وی، بخاری را می توان یاد کرد.